# Innamoratissimo (Tu che fai battere forte il mio cuore)
Innamoratissimo (Tu che fai battere forte il mio cuore) är en singel från 1986 av den italienska italo disco-duon Righeira, vilken släpptes som den andra singeln från duons andra studioalbum Bambini Forever. "Innamoratissimo", som skrevs av Johnson Righeira, Michael Righeira, Carmelo La Bionda, Michelangelo La Bionda, Sergio Conforti och Cristiano Minellono, hamnade som bäst på plats 9 i Italien.
Låten framfördes under San Remo-festivalen i februari 1986, där den fick sina första stora framgångar.

## Lansering och mottagande
"Innamoratissimo" lanserades 1986 i Italien via CGD. Under april 1986 fick låten ökad popularitet.

## Coverversioner
Den italienska sångerskan Syria släppte sin tolkning av låten på albumet 10 2014.

## Låtlistor och format
- Italiensk 7"-singel[3]

A. "Innamoratissimo (Tu che fai battere forte il mio cuore)" – 4:00
B. "Gli parlerò di te" – 4:18
- Tysk 7"-singel[4]

A. "Innamoratissimo (Tu che fai battere forte il mio cuore)" – 3:50
B. "Gli parlerò di te" – 4:18
- Tysk 12"-maxisingel[5]

A. "Innamoratissimo" (The 'In-Crowd' Mix) – 5:43
B. "Innamoratissimo" (X-Tended Version) – 5:31

## Topplistor
| Lista (1986) | Högsta position |
| ------------ | --------------- |
| Italien      | 9               |